# Акчатауський сільський округ
Акчата́уський сільський округ (каз. Ақшатау ауылдық округі, рос. Акчатауский сельский округ) — адміністративна одиниця у складі Шетського району Карагандинської області Казахстану. Адміністративний центр — аул Жарилгап-батир.
Населення — 288 осіб (2021; 504 у 2009, 829 у 1999, 1138 у 1989).
Станом на 1989 рік існувала Акчатауська сільська рада (села Жамші, Каргали) ліквідованого Агадирського району.

## Склад
До складу округу входять такі населені пункти:
| Населений пункт      | Населення, осіб (1989) | Населення, осіб (1999) | Населення, осіб (2009) | Населення, осіб (2021) |
| -------------------- | ---------------------- | ---------------------- | ---------------------- | ---------------------- |
| Жарилгап-батир, село | 845                    | 603                    | 391                    | 243                    |
| Каргали, село        | 293                    | 226                    | 113                    | 45                     |